# Введенское (Пушкинский район)
Введенское — деревня в Пушкинском районе Московской области России, входит в состав сельского поселения Царёвское. Население — 210 чел. (2010).

## География
Расположена на севере Московской области, в восточной части Пушкинского района, на Московском малом кольце А107, примерно в 14 км к северо-востоку от центра города Пушкино и 29 км от Московской кольцевой автодороги, на реке Прорванихе бассейна Клязьмы.
К деревне приписано 4 садоводческих товарищества. В 6 км к западу — Ярославское шоссе М8, в 8 км к западу проходит линия Ярославского направления Московской железной дороги. Ближайшие населённые пункты — деревни Назарово, Останкино и посёлок Нагорное.
Связана автобусным сообщением с Пушкином, Красноармейском и Москвой.

## Население
| 1859 | 1890 | 1899 | 1926 | 2002 | 2006 | 2010 |
| ---- | ---- | ---- | ---- | ---- | ---- | ---- |
| 129  | ↘114 | ↗120 | ↗149 | ↘51  | ↘49  | ↗210 |

## История
В 1589 году — село дворцового ведомства Воря и Корзенева стана Московского уезда, в 1629 году значилось пустошью, проданной Матвею Стрешневу. После его смерти было передано сыну Родиону Стрешневу, а затем перешло в приданое его дочери Дарье Родионовне, вышедшей в 1683 году замуж за князя Ф. И. Троекурова.
С 1697 году село принадлежало её родному брату — Ивану Родионовичу, а в 1734 году его детьми — Василием, Николаем и Петром — вместе с принадлежавшими селу деревнями Ивошино и Чекмово отдано в приданое их родной сестре Прасковье при выходе её замуж за князя И. А. Щербатова.
В 1756—1782 гг. владелицей села была дочь последних и жена князя М. М. Щербатова — княгиня Наталья Ивановна.
В «Списке населённых мест» 1862 года — владельческая деревня 1-го стана Дмитровского уезда Московской губернии по левую сторону Московско-Ярославского шоссе (из Ярославля в Москву), в 48 верстах от уездного города и 23 верстах от становой квартиры, при речке Провалихе, с 22 дворами и 129 жителями (50 мужчин, 79 женщин).
По данным на 1899 год — деревня Богословской волости Дмитровского уезда с 120 жителями.
В 1913 году — 26 дворов.
По материалам Всесоюзной переписи населения 1926 года — центр Введенского сельсовета Путиловской волости Сергиевского уезда Московской губернии в 0,5 км от Вознесенского шоссе и 10,7 км от станции Софрино Северной железной дороги, проживало 149 жителей (74 мужчины, 75 женщин), насчитывалось 28 крестьянских хозяйств.
С 1929 года — населённый пункт в составе Пушкинского района Московского округа Московской области. Постановлением ЦИК и СНК от 23 июля 1930 года округа как административно-территориальные единицы были ликвидированы.
Административная принадлежность
1929—1957 гг. — деревня Жуковского сельсовета Пушкинского района.
1957—1960 гг. — деревня Жуковского сельсовета Мытищинского района.
1960—1962 гг. — деревня Жуковского (до 20.08.1960) и Царёвского сельсоветов Калининградского района.
1962—1963, 1965—1994 гг. — деревня Царёвского сельсовета Пушкинского района.
1963—1965 гг. — деревня Царёвского сельсовета Мытищинского укрупнённого сельского района.
1994—2006 гг. — деревня Царёвского сельского округа Пушкинского района.
С 2006 года — деревня сельского поселения Царёвское Пушкинского муниципального района Московской области.